# Goran Filipović
Goran Filipović (nacido el 26 de noviembre de 1996 en Split, Croacia) es un jugador de baloncesto croata. Mide 1.83 metros de altura y juega en la posición de base y su actual equipo es el Valencia Basket de la ACB española. 

## Trayectoria deportiva
Filipović es un jugador formado en el KK Split con el que debutó en 2013 y con el que jugó durante cinco temporadas.
En verano de 2018, firma por el BC Siroki de la Liga de baloncesto de Bosnia y Herzegovina, en el que juega durante dos temporadas.
En la temporada 2020-21, firma por el SCM Universitatea Craiova de la Liga Națională.
El 9 de septiembre de 2021, firma por el KK Cedevita para jugar en su equipo junior con el que juega en la A1 Liga.
El 5 de agosto de 2022, firma por el Club Basquet Coruña de la Liga LEB Oro.
El 15 de agosto de 2023, firma por el Twarde Pierniki Toruń de la PLK polaca.
El 26 de septiembre de 2024 fichó por el Valencia Basket de la liga ACB.

## Selección nacional
Es un habitual en las categorías inferiores de la Selección de baloncesto de Croacia. En 2020, debuta con la Selección de baloncesto de Croacia absoluta.
En 2022, participa en cuatro partidos de clasificación para la Copa Mundial de Baloncesto de 2023, frente a Suecia (2 partidos), Eslovenia y Finlandia.